# Synthetonychia florae
Synthetonychia florae is een hooiwagen uit de familie Synthetonychidae.